# Дан државности Шпаније
Дан државности Шпаније (шп. Fiesta Nacional de España) је државни празник који се одржава сваке године 12. октобра. Такође се традиционално и обично назива Día de la Hispanidad, када се обележава шпанско наслеђе широм света, посебно у Хиспаноамерици.
Национални дан Шпаније је дан прославе на који шпански народ комеморира историју земље, препознаје и цени  своја достигнућа, поново потврђује своју посвећеност будућности нације. Дан слави јединство и братство, а такође показује везе Шпаније са међународном заједницом.
Дан државности Шпаније обележава 12. октобра 1492. откриће Америке од стране Кристофера Колумба за Шпанију. Тај датум је кључна тачка за прекоморски утицај Шпаније и наслеђе у свету, а посебно у Америци. Он симболизује огромно, заједничко наслеђе Шпаније са данашњим америчким земљама, које су чиниле Шпанско царство, прву глобалну силу у светској историји.
12. октобар је такође званични дан шпанског језика, празници Госпе од Ступа и Богородице Запопанске, као и Дан шпанских оружаних снага.
Овај датум је такође званични празник у већем делу Хиспанске Америке, али под различитим називима Día de la Hispanidad, Día de la Raza, Día del Respeto a la Diversidad Cultural, Día de la Resistencia Indígen). У различитом степену, ови празници славе историјске и културне везе између латиноамеричких земаља, везе између њих и Шпаније, и њихово заједничко наслеђе латиноамеричких и пред-хиспанских староседелаца. Штавише, другог понедељка у октобру, Сједињене Државе славе Дан Колумба.

## Порекло и еволуција
Најдаље порекло празника сеже у римокатоличкој традицији указања Девице Марије „у телу и крви“ у данашњој Сарагоси, апостолу Светом Јакову Великом 40. године нове ере, где је подигнут храм. поред реке Ебро, први у свету посвећен култу Свете Марије. Ходочашће у Сарагосу у част Госпе од Ступа почело је почетком 8. века. Духовност хришћана на Иберијском полуострву се вековима усредсређује око култа Госпе од Ступа као и Светог Јакова.
Дана 27. маја 1642. године, град Сарагоса је означио Госпу од Ступа као симбол Хиспанидада (Хиспања), а датум је постао празник у знак сећања на појаву Госпе у граду.
Дана 23. септембра 1892. краљица Шпаније, Марија Кристина од Аустрије, прогласила је краљевски декрет у Сан Себастијану, како је предложио премијер Антонио Цановас дел Цастилло, проглашавајући 12. октобар 1892. националним даном у знак сећања на открића Америке.
У преамбули те уредбе наводи се да је влада „сматрала за сходно да истражи положај свих америчких земаља и Италије, као домовине Колумба, да би се видело да ли би, заједничким договором, тој комеморацији могло да се да већи значај“.
У преамбули се даље истиче да се „већина влада Америке у принципу већ придржавала те идеје, попут оне у Сједињеним Америчким Државама, као и оних у латиноамеричким републикама, уз неколико изузетака, можда због привремених околности, које вероватно неће спречити једногласну резолуцију, а са своје стране, Влада његовог СМ Краља Италије је такође поздравила позив на најсрдачнији и најзадовољавајући начин“. Даље је наглашена прилика да се „овековечи“ таква комеморација као Национални дан Шпаније.
Хиспаност се поново славила у Шпанији од 1935. године, када је одржан први фестивал у Мадриду. Дан је био познат као Día de la Hispanidad („Дан хиспаноземства“), наглашавајући повезаност Шпаније са међународном хиспаноамеричком заједницом.
Повезаност хиспанизма са катедралом-базиликом Госпе од Ступа као историјском позадином и симболом Националног дана Шпаније добро је изражен у писму из 1939. које је аргентински донатор, Доња Соледад Алонсо де Дриздејл, упутио шпанској влади у вези са прикупљањем средстава. да заврши изградњу последње две од четири куле Катедрале на стубу.
Године 1981, убрзо након усвајања шпанског устава из 1978. године, национални дан је преименован у „Fiesta Nacional de España y Día de la Hispanidad“ краљевским декретом Дана 7. октобра 1987., помињање Хиспанидада је одбачено и назив је поново промењен у Fiesta Nacional. 12. октобар је постао једна од две националне прославе, заједно са Даном устава 6. децембра.
„Дан државности“ Шпаније се неколико пута мењао током разних промена режима у 20. веку. Њено оснивање на дан међународне прославе Открића Америке било је део компромиса између конзервативаца, који су желели да нагласе статус монархије и историје Шпаније, и левичарских партија, које су желеле да званичним званичником обележе успон шпанске демократије. празник. Док се манифестне везе Шпаније са Хиспаноамеричком Америком не доводе у питање, уклањање Хиспанидада из назива националног празника има за циљ да избегне било какву контроверзу у вези са освајањем, утицајем и владавином Америке од стране Шпаније током империјалног периода шпанске историје.
Учешће Оружаних снага у обележавању Дана државности установљено је 1997. године Краљевским декретом, који регулише радње које се врше ради комеморације и одавања почасти које Оружане снаге обављају на Дан државности Шпаније. Декрет заправо преноси најрелевантније акте Дана Војске, који се традиционално обележава одвојено у пролеће, на 12. октобар. Ова мера је имала за циљ, с једне стране, да у исту свечаност интегрише све историјске и културне елементе шпанске нације, ас друге стране, да унапреди идентификацију Оружаних снага са шпанским друштвом коме служе. Око 12. октобра организују се и други цивилно-војни догађаји, укључујући војну обуку и изложбе, културне и спортске догађаје, са циљем да се грађанима омогући да боље упознају Оружане снаге.

## Прославе
Јавне и цивилне прославе Дана државности су бројне и различите природе. Свечана дела одавања почасти државној застави одржавају се на различитим локацијама у Шпанији. Најважнија је она која се традиционално одржава у главном граду Мадриду, уз параду Оружаних снага и Државне безбедности. Друге почасти и осветничке параде и демонстрације такође организују личности из цивилног друштва широм Шпаније.
Док је помен „Хиспанидад“ уклоњена из званичног назива свечаности, традиција да се на неки начин слави овај феномен се и даље практикује јер га славе латиноамерички народи широм света. Традиционално се одржавају прославе у којима се наглашава откривање Америке и пионирски напори и доприноси Шпаније у Америци и свету кроз векове, од истраживања света до шпанског утицаја и обликовања хиспаноамеричких друштава.
Dia de la Hispanidad је званично је прослављан до 1987. године је наставио да се спонтано слави од стране Шпанаца са културном и верском димензијом. Тада Шпанци прослављају хиспанску разноликост, братство, заједничку баштину и културне везе између хиспано земаља.

### Почаст застави и Парада оружаних снага
Прослава традиционално укључује параду шпанских оружаних снага (војске) и снага државне безбедности, која се обично одржава у Мадриду, којој присуствују високи институционални и политички представници, укључујући краља Шпаније, шефа државе и команданта начелника Оружаних снага, заједно са краљевском породицом, премијером, посланицима и руководиоцима органа Парламента, председником Врховног суда и Генералног савета судства, члановима кабинета, заменицима и сенатори кортеса и други представници централне власти и влада аутономних заједница државе. Догађају присуствују и политичке и институционалне делегације из других земаља гостију, укључујући војне снаге које учествују у паради. Парада изражава посвећеност Оружаних снага и снага државне безбедности друштву и њихов допринос широј међународној заједници. Парада се одржава на једном од великих престоничких тргова.
Најважнија улога је обично резервисана за шпанску заставу. Неколико узастопних година, јединица за демонстрацију акробатских падобрана шпанског ваздухопловства изводила је скок носећи масивну шпанску заставу и слетала је испред Краљевске трибине где је краљ, као врховни командант оружаних снага, који служи као главни гост догађаја, присутан  заједно са краљицом и члановима краљевске породице, министром одбране и начелником штаба одбране. Затим следи одавање почасти државној застави уз њено подизање уз извођење химне. Затим се одаје почаст војницима који су дали своје животе за Шпанију након чега следи цивилно-војна парада са покретном колоном и сегментом летења, који обично укључује приказ акробатског тима Шпанских ваздушно-космичких снага.
Параду емитује државна Televisión Español и преноси се уживо милионима гледаоца широм света.

### Шпанска култура
Као израз богате културне разноликости Шпаније, Дан државности се слави кроз бројне јавне и приватне догађаје којима се велича национално наслеђе, историја, друштво и народ. Људи обучени у традиционалне народне ношње, као и концерти народне, класичне и модерне музике и уличне представе незаобилазне су део прослава. Шпанско-америчке заједнице у Шпанији такође учествују у парадама, показујући своје националне боје и типичну одећу својих земаља марширајући уз звуке својих оптимистичних народних мелодија.
Неколико година од 2010. Уједињене нације су обележавале и Дан шпанског језика 12. октобра, али је касније померен на 23. април како би се обележила годишњица смрти Мигела де Сервантеса.

### Религијска димензија
Шпанско наслеђе има снажну религиозну компоненту изражену традиционалном прославом Дана Госпе од Ступа, „Мајке Хиспанских народа“ и веома популарна у Шпанији; и Госпе од Гвадалупе, „Краљице Хиспанидада“ која ужива велику популарност у Хиспаноамеричкој Америци, а обе свечаности се одржавају и 12. октобра.
Госпа од Ступа (a Virgen del Pilar) је заштитница и аутономне заједнице Арагона и главног града, града Сарагосе, као и Guardia Civil (Шпанска цивилна гарда) и подморничких снага Шпанске морнарице. 
Пошто се дан верског празника поклапа са открићем Америке (12. октобар 1492), папа Јован Павле II је хвалио Ел Пилар као „Мајку хиспано народа“ током обе своје посете катедрали-базилици Госпе од Ступа .
Дванаестог октобара, такође популарно познат у Шпанији као Día del Pilar (Дан Ступа), привлачи многе људе из других шпанских региона у Сарагосу, где се традиционално одржава Ofrenda de flores a la Virgen (Приношење цвећа Девици Марији), масовна парада са широким друштвеним учешћем, укључујући и латиноамеричке заједнице, која се одржава током целог дана. Свака нација шпанског колонијалног порекла донирала је традиционалне одежде за статуу Богородице из петнаестог века, која се налази у капели катедрале.
Још један релевантан симбол хиспанског наслеђа како у Шпанији тако и у Хиспаноамеричкој Америци је култ Госпе од Гвадалупе, чији се празник слави сваког 12. октобра, пошто она носи титулу краљице Хиспаније од 1928. . Порекло ове верске традиције је хришћанска легенда о јављању Пресвете Мајке пастиру у 14. веку која указује на место где се налази дрвена статуа Девице Марије коју је исклесао јеванђелист Лука, коју су пре неколико векова закопали локални свештенство да би спречили било какво оштећење од маварских освајача. Манастир који је касније изграђен на месту где је статуа пронађена убрзо је постао најважније место ходочашћа у Кастиљи и постао је прилично имућан.
Католички монарси су се састали у манастиру са Колумбом у јуну 1492. године, што је резултирало тиме да су монарси одобрили истраживачки подухват и послали прве краљевске наредбе за организовање „путовања у непознато“. Године 1493. Колумбо се вратио у манастир да захвали Госпи од Гвадалупе на свом успешном првом путовању. На свом другом, крстио је новопронађено карипско острво као Гваделуп, у част светитељке. Ово, заједно са чињеницом да су многи шпански истраживачи дошли из Екстремадуре, и највећа популарност Госпе од Гвадалупе у Кастиљи, разлог су ширења богослужења широм Америке и њеног канонског крунисања за краљицу Хиспаније.

## Галерија
- Парада оружаних снага у Мадриду.
- Fiesta Nacional de Españaа 2014 – Мадрид, Шпанија.
- Достојанственици на војној паради, 1988.
- Део са званицама на војној паради, 2008.
- Парада ваздухопловства, 2013.
- Војни тенк на паради у Мадриду, 2009.
- Вечна ватра.
- Фотографија остављеног цвећа код базилика у Сарагоса.